# Omega Pavonis
Omega Pavonis (51 Pavonis) é uma estrela na direção da constelação de Pavo. Possui uma ascensão reta de 18h 58m 36.59s e uma declinação de −60° 12′ 02.3″. Sua magnitude aparente é igual a 5.14. Considerando sua distância de 516 anos-luz em relação à Terra, sua magnitude absoluta é igual a −1.92. Pertence à classe espectral K1III-IV.
- Baseada na classe espectral (K1III-IV), percebe-se que sua coloração é entre o laranja e o vermelho;

- É possível vê-la a olho nu, ou seja não é necessário o uso de telescópio ou binóculos para enxergar essa estrela;

- O raio dela é de cerca 17,883,796.87 km